# 横山公一
横山 公一（よこやま こういち、1947年（昭和22年）4月2日 - ）は、日本の政治家。元群馬県沼田市長（2期）。

## 来歴
群馬県沼田市中町の呉服商、横山昌弘の長男として生まれる。沼田市立沼田小学校、沼田市立沼田中学校、群馬県立沼田高等学校卒業。高校1年生の時に母を亡くし、3年生の時に父を亡くす。そのため大学進学を断念し、10代から家業の呉服店の経営にあたったという。
2010年（平成22年）、沼田商工会議所会頭に就任。
2014年（平成26年）4月27日に行われた沼田市長選挙に無所属で出馬。現職の星野已喜雄、元県議の金子浩隆ら3候補を破り初当選。5月10日、市長就任。選挙の結果は以下のとおり。
※当日有権者数：41,509人 最終投票率：68.36%（前回比：+4.43pts）
| 候補者名   | 年齢 | 所属党派 | 新旧別 | 得票数   | 得票率 | 推薦・支持 |
| ---------- | ---- | -------- | ------ | -------- | ------ | ---------- |
| 横山公一   | 67   | 無所属   | 新     | 12,142票 | 43.28% |            |
| 星野已喜雄 | 63   | 無所属   | 現     | 11,830票 | 42.17% |            |
| 金子浩隆   | 53   | 無所属   | 新     | 4,077票  | 14.53% |            |

2018年（平成30年）、無投票で再選。
2022年5月9日に退任。